# الحارسون (فلم)
الحارسون (بالعبرية: שומרי הסף) هو فيلم وثائقي إنتاج 2012، شارك في إنتاجه المخرج درور موريه (Dror Moreh)، ويحكي الفيلم قصة جهاز الأمن الداخلي في إسرائيل، الشين بيت (المعروف بالعبرية باسم 'الشاباك') من منظور ستة من رؤساءه السابقين.
يجمع الفيلم بين المقابلات المتعمقة ولقطات أرشيفية ورسوم متحركة حاسوبية لعرض الدور الذي لعبته هذه المجموعة في أمن إسرائيل منذ حرب الأيام الستة حتى الوقت الحاضر. تم ترشيح الفيلم لأفضل فيلم وثائقي في حفل توزيع جوائز الأوسكار الخامس والثمانون

## وصلات خارجية
- مقالات تستعمل روابط فنية بلا صلة مع ويكي بيانات